# Snap!
Snap! er en tysk eurodancegruppe dannet i 1989 i Frankfurt. Gruppen har haft en stor udskiftning af medlemmer igennem årene, men var mest succesfuld da rapperen Turbo B var forsanger. Deres to mest succesrige og kendte sange er "The Power" og "Rhythm Is a Dancer", som begge nåede #1 på UK Singles Chart i henholdsvis 1990 og 1992.

## Diskografi
- 1990 World Power
- 1992 The Madman's Return
- 1994 Welcome to Tomorrow
- 1996 Snap! Attack: The Best of Snap!
- 2003 The Cult of Snap!
- 2009 The Power Greatest Hits